# RightNow Technologies
RightNow Technologies (NASDAQ: RNOW) es una empresa estadounidense de software que desarrolla software de Customer relationship management (CRM) para otras empresas. Su oficina central está en Bozeman (Montana).
La empresa fue fundada en 1997 por Greg Gianforte en Bozeman, una pequeña ciudad del suroeste del estado de Montana. También cuenta con oficinas en California, Nueva York, Nueva Jersey, Massachusetts, Texas, Illinois, Canadá, Europa, Australia y Asia.
El 24 de octubre de 2011 se anunciaba la adquisición de RightNow Technologies por parte de Oracle Corporation por 1500 millones de dólares.

## Clientes
A fecha de agosto de 2008, RightNow Technologies disponía de más de 1900 clientes, entre ellos British Airways, Iomega, Continental AG, Linksys, Nikon, iRobot, British Telecom, Motorola, Black & Decker, Overstock.com, Electronic Arts, Bank of New Zealand, el Departamento de Educación de los Estados Unidos, la Administración del Seguro Social de los Estados Unidos, la Universidad Nacional de Australia y la Universidad de Columbia.